# 吉里村 (岐阜県)
吉里村（よしさとむら）は、かつて岐阜県海津郡に存在した村である。1955年に合併で海津町となった後、2005年に海津町、南濃町、平田町が合併し、現在は海津市の一部である。
村名は、かつてのこの地域の郷の名、吉里郷に由来する。

## 地理
海抜0メートル地帯の輪中の村であり、海津町の北東部に該当する。木曽川の西岸であり、村内に長良川が流れる。

## 歴史
村名は、この地域に存在した郷、吉里郷に由来する。
- 江戸時代末期、この地域は美濃国海西郡であり、高須藩領（一部天領）であった。
- 1897年（明治30年）4月1日[1] - 郡制に基づき、下石津郡、海西郡と安八郡の一部が合併し、海津郡になる。
- 1897年（明治30年）4月1日 - 成戸村、瀬古村、松木村、神桐村、福一色村、鹿野村が合併し、吉里村となる。
- 1955年（昭和30年）1月15日 - 高須町、西江村、大江村、東江村と合併して海津町となる。同日、吉里村廃止。

## 教育
- 吉里村立吉里小学校 （現・海津市立吉里小学校）
- 中学校は、平田町の学校組合立今尾中学校（現・海津市立平田中学校）へ通学であった。